# R101 (Spaarnwoude)
De Recreatieve weg 101 (r101) bij Velsen-Zuid is een korte weg die door het noordwestelijk deel van het Recreatiegebied Spaarnwoude loopt. De weg begint bij de Provinciale weg N202 (Amsterdamseweg), bij het Noordzeekanaal, ten zuidwesten van de Wijkertunnel. De weg is 3,6 km lang.
De weg heet achtereenvolgens Laaglandersluisweg en Oostbroekerweg en loopt door het deelgebied Oosterbroek, oftewel Velsen Valley, van het recreatiegebied Spaarnwoude. De weg komt bij de Informatieboerderij Zorgvrij uit op de Genieweg (r102) bij het Zijkanaal B in het deelgebied Buitenhuizen.
Nieuwvliet: R101 · R102 · R103 · R104 · R105

Ommen: R101 · R102 · R103 · R104 · R105

Schouwen: R101 · R102 · R103 · R104 · R105 · R106 · R107 · R108 · R109 · R110 · R111 · R112

Spaarnwoude: R101 · R102 · R103 · R104 · R105 · R106

Voorthuizen: R101

IJmuiden: R101 · R102 · R103